# Инге Магнуссон
Инге Магнуссон (норв. Inge Magnusson) — король Норвегии от партии баглеров в Эпоху гражданских войн в Норвегии.

## Биография
Сын Магнуса V, короля Норвегии, и королевской любовницы. Вероятно во время войн за власть в 1170 — 1180 годах жил в Дании. В 1196 году партия баглеров во главе с Сигурдом Ярлссоном, Николасом Арнесоном, Рейдаром Сендеманном выдвинули его на трон как сына короля Магнуса V. При поддержке датских войск и церковной верхушки Инге Магнусон высадился в Норвегии, где был объявлен королём. Произошло несколько столкновений, в результате которых Сверрир Сигурдссон, король Норвегии от биркебейнеров, отступил в Нидарос. Инге Магнуссон закрепился на юге стране, сделав своей столицей Осло. Весной 1197 года Сверрир Сигурдссон с семитысячной армией разбил баглеров близ города Вике, заставив их отступить вглубь Норвегии. После этого Сверрир Сигурдссон отправился к Бергену. Воспользовавшись этим, Инге Магнуссон в январе 1198 года взял под контроль западную Норвегию и Нидарос. В 1198 году в морском сражении у Трёнделага Инге Магнуссон нанёс поражение биркебейнерам, которые вынуждены были отступить в Берген. 11 августа баглеры заняли Берген.
Сверрир отступил в глубь страны. Новое морское сражение между флотами Инге Магнуссона и Сверрира Сигурдссона состоялось 18 июня 1199 года на озере Строндафьорд. Сверрир одержал убедительную победу. 6 марта 1200 года Сверрир нанёс поражение врагу возле Осло и завладел южной Норвегией, большая часть баглеров отступила в Данию. Весной 1201 года Сверрир Сигурдссон взял в осаду замок Тонсберг, где собрались остатки сил баглеров во главе с Редаром Сендеманом. В конце концов они сдались. Но Инге Магнуссон продолжил борьбу. После смерти Сверрира он надеялся взять реванш. Однако Хакон III, сын Сверрира Сигурдссона, сумел заручиться поддержкой знати и епископов. В результате Инге Магнуссон остался без поддержки, его сторонники перешли к Хакону III, а затем и самого Инге выдали воинам Хакона III. Инге Магнуссон был казнён в городе Сторэя, недалеко от Фагернеса.